# Tbilisis historia

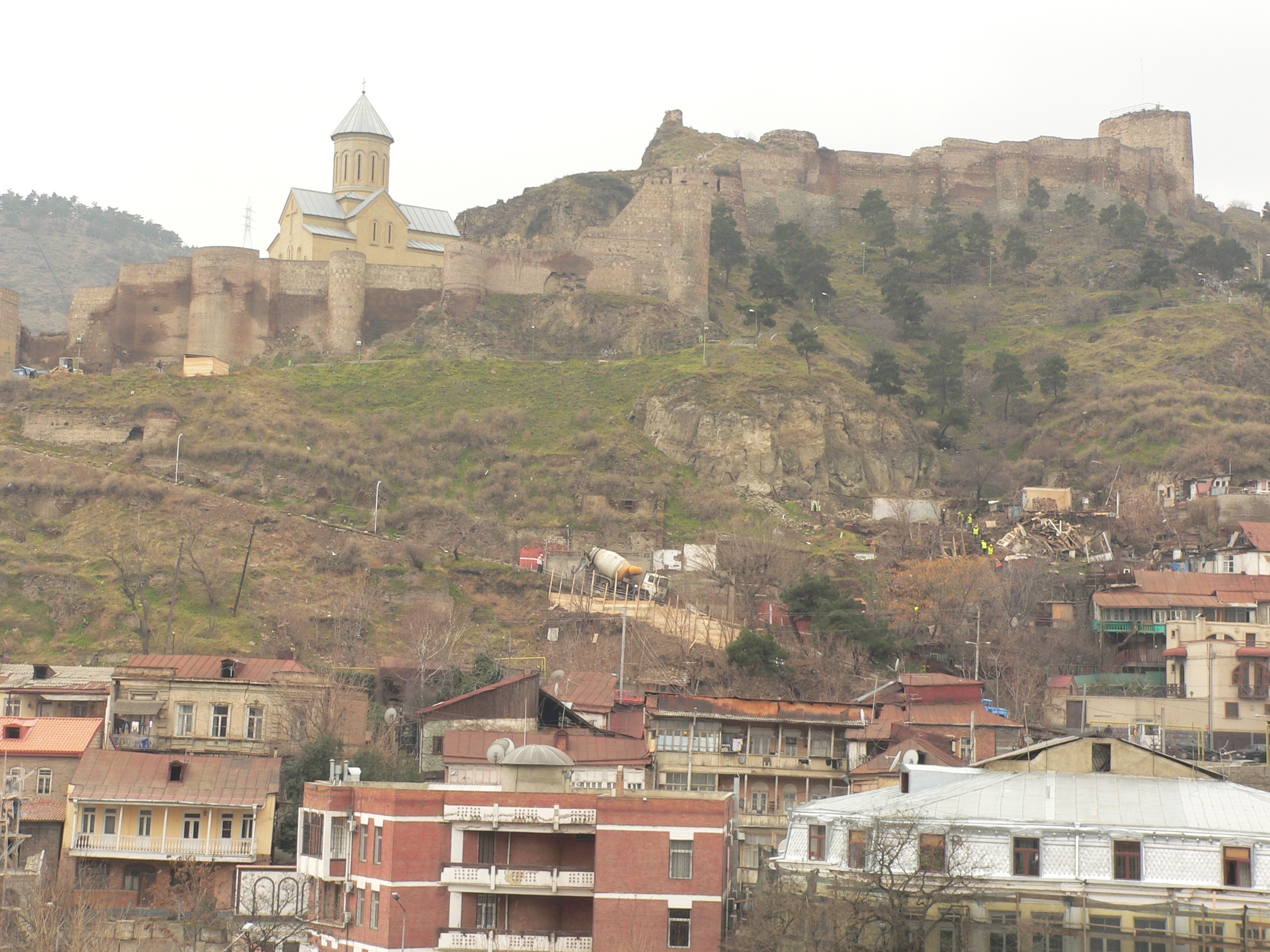
Fästningen Nariqala i Tbilisi.

Tbilisis historia, som Georgiens huvudstad, börjar under 400-talet e.Kr. Under sin 1500-åriga historia har Tbilisi varit ett viktigt kulturellt, politiskt och ekonomiskt center för hela den kaukasiska regionen. Staden är belägen på en plats där många handelsvägar möts, och, kanske just därför, har staden blivit invaderad och ockuperad minst 20 gånger av främmande makter. Sedan 1991 är Tbilisi huvudstad i den självständiga republiken Georgien.

## Tidig historia
Enligt legenden var området som idag är Tbilisi stad täckt av skog så sent som år 458 e.Kr. Enligt en berättelse så jagade kung Vachtang I Gorgasali av Georgien med en falk i denna regions djupa skogar. (Ibland har myten ersatt falken med en hök eller en annan rovfågel.)  Enligt samma legend skulle den kungliga falken sen ha fångat eller skadat en fasan under jakten varefter båda fåglarna föll ner i varm källa i närheten där de dog. Kung Vakhtang blev så imponerad av denna upptäckt att han bestämde sig för att bygga en stad vid denna plats. Namnet "Tbilisi" härrör från det gammalgeorgiska ordet "Tpili" som betyder varm. Detta namn, Tbili, eller Tbilis, har därför kommit att ge staden dess namn, just på grund av det stora antalet varma svavelkällor i området.

Arkeologiska undersökningar i regionen har visat att området där Tbilisi är beläget har befolkats av människor redan för mer än 5000 år sedan. De bevisligen äldsta bosättningarna i området härrör från andra hälften av 300-talet e.Kr, då en befästning byggdes under kung Varaz-Bakur's regim. Framåt slutet av 300-talet föll befästningen i persernas händer men under 400-talet återtogs området av georgiska kungar. Kung Vachtang I Gorgasali (som regerade under mitten och slutet av 400-talet) som i allmänhet anses ha grundat Tbilisi, var egentligen den som återupplivade och återuppbyggde staden. Det område som Gorgasali lär ha låtit bygga innefattar Metechitorget (Abanot-Ubanis historiska område).

## Tbilisi blir huvudstad
Kung Datji I Udzjarmeli som regerade i början av 500-talet och var tronföljare till Vachtang I Gorgasali flyttade staden från Mtscheta till Tbilisi i enlighet med faderns sista vilja. Det bör nämnas att Tbilisi inte var huvudstad i ett förenat Georgien vid denna tid utan bara var huvudstad för östra Georgien/Iberien. Kung Udzjarmeli var också ansvarig för att avsluta byggandet av befästningen som markerade stadens nya gräns. Från 500-talet och framåt började Tbilisi att växa med jämn takt tack vare regionens fördelaktiga och strategiska läge. Detta gjorde staden till en viktig punkt längs handelsvägarna mellan Europa och Asien.

## Tbilisi i Sovjetunionen
År 1801, efter att det georgiska kungadömet Kartli-Kacheti förenades med det ryska kejsardömet, så blev Tbilisi centrum för guvernementet Tiflis. Från början av 1800-talet började Tbilisi att växa ekonomiskt och politiskt. Nya byggnader, huvudsakligen i europeisk still, uppfördes över hela staden och nya vägar och järnvägar började anläggas för att förbinda Tbilisi med andra viktiga städer i Ryssland och Kaukasien. Vid mitten av 1850-talet var Tbilisi återigen ett viktigt center för handel och kultur.

Under hela 1800-talet hade Tbilisi, tack vare sin etniska, religiösa och kulturella mångfald, en betydande politisk, ekonomisk och kulturell roll för Georgien och hela den kaukasiska regionen. Därigenom fick Tbilisi en annorlunda karaktär. Staden förvärvade arkitektoniska monument och olika attribut för en internationell storstad, samtidigt som den bevarade områdets specifika språk och folklore såväl som dess lokala Tbilisuri-kultur.

Efter den ryska revolutionen 1917 blev Tbilisi huvudstad för det självständiga Georgien.